# Blanche de France (1328-1393)
Pour les articles homonymes, voir Blanche de France.
Titres
Duchesse consort d'Orléans
18 janvier 1345 – 1er septembre 1375
(30 ans, 7 mois et 14 jours)
Duchesse consort de Touraine
18 janvier 1345 – 24 octobre 1360
(15 ans, 9 mois et 6 jours)
Comtesse consort de Valois
18 janvier 1345 – 1er septembre 1375
(30 ans, 7 mois et 14 jours)
Comtesse consort de Beaumont-le-Roger
18 janvier 1345 – 5 mars 1353
(8 ans, 1 mois et 15 jours)
Blanche de France, née le 1er avril 1328 à Châteauneuf-sur-Loire et morte le 8 février 1393 à Vincennes, est l'une des filles du roi Charles IV le Bel et de sa troisième épouse Jeanne d'Évreux. Née posthume, elle est la dernière représentante des Capétiens directs.

## Biographie
Toujours sans descendance légitime malgré ses deux précédents mariages avec Blanche de Bourgogne et Marie de Luxembourg, Charles IV le Bel, roi de France et de Navarre, se remarie en troisièmes noces avec sa cousine Jeanne d'Évreux le 5 juillet 1324. Sa nouvelle épouse lui donne deux filles : Jeanne, née avant le 21 juillet 1325 et morte avant le 16 janvier 1327, et Marie, née en octobre 1326. La coutume d'écarter les femmes de la succession au trône de France, adoptée en 1316 après la mort de Jean Ier le Posthume et formalisée bien plus tard sous le nom de loi salique, empêche les deux filles de Charles IV de prétendre à sa succession. Aussi, lorsque son épouse est une troisième fois enceinte à la fin de l'année 1327 et qu'il est lui-même contraint de s'aliter aux alentours du 25 décembre 1327, Charles IV espère qu'il aura un héritier mâle.
Charles IV le Bel meurt le 1er février 1328, avant de connaître le sexe de son troisième enfant. Immédiatement après sa mort et peut-être en agissant selon ses volontés, son cousin Philippe de Valois s'empare de la régence du royaume de France en attendant que Jeanne d'Évreux accouche et de déterminer qui sera roi de France et de Navarre si l'enfant à naître est une fille. Finalement, deux mois plus tard, le 1er avril 1328, Jeanne d'Évreux donne naissance à Châteauneuf-sur-Loire à une fille, prénommée Blanche. Négligeant les éventuels droits de Marie et Blanche, les deux filles de Charles IV, en vertu du précédent instauré en 1316, Philippe de Valois revendique la couronne en tant que plus proche parent mâle en vertu de la primogéniture agnatique et est immédiatement reconnu roi de France, avant d'être rapidement sacré à Reims le 29 mai suivant.
En dépit de la proclamation de Philippe VI de Valois comme roi de France, Jeanne d'Évreux revendique pour ses deux filles le trône de Navarre, pourtant attribué à Jeanne, fille du roi Louis X le Hutin et qui en avait été écartée par ses oncles Philippe V le Long et Charles IV le Bel. Afin d'éteindre les prétentions de Jeanne d'Évreux, Jeanne II de Navarre et son époux Philippe d'Évreux proposent en juin 1328 de les lui acheter en lui allouant une rente annuelle de 5 000 livres tournois. Les négociations s'éternisent pourtant, car Jeanne d'Évreux réclame en août 1335 une somme de 6 000 livres. Finalement, en avril 1342, Philippe VI de Valois propose d'offrir à la veuve de Charles IV le Bel les 1 000 livres de différence, ce qui règle le problème de succession et éteint la revendication de Blanche au trône de Navarre, sa sœur Marie étant morte le 6 octobre 1341. 
Le 18 janvier 1345, Philippe VI de Valois fait épouser à Blanche son fils cadet Philippe, duc d'Orléans et de Touraine, comte de Valois et de Beaumont-le-Roger, probablement dans le but de neutraliser les revendications au trône de Navarre que pourrait avoir un autre époux. De huit ans son cadet, le nouvel époux de Blanche ne lui donne aucun enfant, même s'il a lui-même deux enfants illégitimes, dont Louis d'Orléans, évêque de Poitiers de 1391 à 1394, puis évêque de Beauvais de 1395 à 1397. Après la capture de Philippe par les Anglais à la bataille de Poitiers le 19 septembre 1356, Blanche gère ses possessions pendant sa captivité, qui dure jusqu'à la signature du traité de Calais le 24 octobre 1360. Elle est désignée conjointement avec son époux comme exécutrice testamentaire de sa mère Jeanne d'Évreux, qui s'éteint en 1371 à Brie-Comte-Robert.
Malgré le décès de Philippe d'Orléans en 1375, Blanche de France reste présente pour soutenir la dynastie des Valois. Ainsi, le 2 octobre 1380, elle assiste au Palais de la Cité à la proclamation de la fin de la régence du jeune Charles VI, et, le 14 février 1383, elle vient prier le roi de faire preuve de clémence à l'égard des Maillotins. Enfin, à l'occasion du couronnement d'Isabeau de Bavière le 23 août 1389, elle lui vend sa robe de velours pour le prix de 450 livres et prête compagnie à Charles VI avec sa cousine Blanche de Navarre. Blanche meurt le 8 février 1393 et est inhumée en la nécropole royale de la basilique de Saint-Denis, tandis que son cœur est déposé dans la cathédrale Sainte-Croix d'Orléans et ses entrailles à l'abbaye du Pont-aux-Dames à Couilly. Son tombeau à Saint-Denis est profané le 19 octobre 1793 par les révolutionnaires.